# 魍魎の匣
『魍魎の匣』（もうりょうのはこ）は、京極夏彦の長編推理、伝奇小説。百鬼夜行シリーズの第2弾。第49回日本推理作家協会賞受賞作。2007年12月22日にこれを原作とする映画が公開された。さらに、2008年10月から12月までテレビアニメが放送された。

## あらすじ
1952年（昭和27年）の8月15日。中央線での人身事故というありふれたシチュエーションを発端としてストーリーが進む。
暗い性格で友達もいなかった楠本頼子は、クラス一の秀才で美少女の柚木加菜子に突然「私たちは互いが互いの生まれ変わりなんだ」と声をかけられる。始めは戸惑う頼子だったが、互いに孤独だった2人は親交を深め、2人で最終電車に乗って湖を見に行こうと約束する。しかし加菜子は中央線武蔵小金井駅の高尾方面ホームから線路に転落し、列車に轢かれてしまう。
たまたま勤務帰りの刑事・木場修太郎がその列車に乗り合わせていた。木場は頼子と共に加菜子が運ばれた病院へ向かうが、そこへ女優・美波絹子こと加菜子の姉・柚木陽子と出会うことになる。「加菜子を救える可能性があるところを知っている」という姉の陽子の意志で、加菜子は謎の研究所に運ばれ、集中治療を受ける。
それから約半月後、小説家・関口巽は稀代の新人小説家・久保竣公と出会う。そして雑誌記者・鳥口守彦と稀譚社社員・中禅寺敦子と共に、前日に発見された少女のバラバラ死体の情報を追って道に迷い、とある「匣」のような建物と遭遇する。その建物こそ、加菜子が収容された研究所・美馬坂近代醫學研究所だった。事故の後も研究所に通い詰めていた木場は、陽子が脅迫文を受け取っているのを目撃し、厳戒態勢が敷かれる中、8月31日に頼子が加菜子は黒づくめの不審な男に突き落とされたと証言。殺人未遂の可能性も浮上するが、衆人環視の中で加菜子は謎の失踪を遂げる。
それから2週間余りが過ぎ、バラバラ死体が連日発見されて武蔵野連続バラバラ殺人事件と呼ばれるようになったのと同じ頃、鳥口は「穢れ封じ御筥様」の調査を行っており、手に入れた信者名簿とバラバラ事件の関連性に気付く。そして関口の紹介のもと、御筥様を糾弾すべく拝み屋・京極堂に相談を持ちかける。
バラバラ殺人と加菜子の誘拐、事件の裏に渦巻く「魍魎」とは何なのか。そして、京極堂の過去の秘密とは。

## 登場人物
声はテレビアニメ版での声優、演は［映］が実写映画版、［舞］が舞台版での役者、特に表記がない場合は実写映画版。

### シリーズの主要登場人物
中禅寺秋彦（ちゅうぜんじ あきひこ）
声 - 平田広明 / 演 - ［映］堤真一 ［舞］橘ケンチ
中野で古本屋「京極堂」を営む男。親しい者からは店の屋号に因んで「京極堂」と呼ばれる。家業は安倍晴明を祀る神社の宮司で陰陽師、副業は拝み屋。
鳥口から相談を持ちかけられ、2つの事件に関わっていくことになる。美馬坂幸四郎と面識があり、関口達が迷い込んだ美馬坂近代医学研究所には深入りしないよう忠告する。
関口巽（せきぐち たつみ）
声 - 木内秀信 / 演 - ［映］椎名桔平 ［舞］高橋良輔
小説家。中禅寺の学生時代からの友人。学生時代は鬱病に悩まされ、現在も完治には至っていない。
初の単行本となる『目眩』の出版準備中だが、鳥口に半ば強引に引き込まれる形で、事件に関わっていく。
榎木津礼二郎（えのきづ れいじろう)
声 - 森川智之 / 演 - ［映］阿部寛 ［舞］北園涼
「薔薇十字探偵社」を営む私立探偵。中禅寺と関口の旧制高等学校での1期先輩であり、木場の幼馴染。人の見た｢光景」のみを、音・感情の介入なく｢見る」ことができる。
増岡から行方不明になった柚木加奈子の捜索を依頼され、京極堂を訪ねる。
中禅寺敦子（ちゅうぜんじ あつこ）
声 - 桑島法子 / 演 - ［映］田中麗奈 ［舞］加藤里保菜
京極堂こと中禅寺秋彦の妹で、新聞社「稀譚舎」の社員記者。
最初のバラバラ死体の調査のために、関口や鳥口と相模湖へ向かう途中で美馬坂近代医学研究所へ迷い込む。
木場修太郎（きば しゅうたろう）
声 - 関貴昭 / 演 - ［映］宮迫博之 ［舞］内田朝陽
警視庁捜査一課所属の刑事。美波絹子のファンで、警察手帳にいつも写真を入れている。自身を「中身は無いが頑丈な箱」と揶揄している。
下宿へ帰る途中で加菜子を轢いた終電車に偶然乗り合わせていたことから事件に関わることとなり、得体の知れない敵から陽子を護れるのは自分だけだと錯覚して、管轄違いの神奈川にある美馬坂近代医学研究所へ通い詰める。
鳥口守彦（とりぐち もりひこ）
声 - 浪川大輔 / 演 - ［映］マギー ［舞］高橋健介
不定期発刊のカストリ雑誌「實録犯罪」の編集記者兼カメラマン。あくまで「惚け」の性格で通しているが、聡明で、抜け目無い部分もある。「うへえ」という奇妙な感嘆声を発する。故郷は福井県遠敷郡名田庄村の納田終らしい（中禅寺の誘導によって明らかになった。なお同村は安倍晴明の末裔である土御門家の領地で納田終に史蹟が遺る）。
御筥様を調べていくうちに、バラバラ殺人事件の被害者達との接点を見つける。

### 柚木加菜子と関係者
柚木加菜子（ゆずき かなこ）
声 - 戸松遥 / 演 - ［映］寺島咲（幼少期：木村彩由実） ［舞］井上音生
頼子のクラスメイトで友人。頼子以上の美少女で、男のような喋り方をする。
陽子の実の娘だが、対外的には「歳の離れた妹」だとしている。世間には秘密で本人も知らないが、柴田財閥当主・柴田耀弘の曾孫（孫・柴田弘弥の私生児）だとされている。才色兼備だが、複雑な家庭環境で育ったために小さい頃からいつもひとりで、嫌われている訳ではないが、他人を寄せ付けず近寄り難い雰囲気があったため、中々友達が出来なかった。そのことで寂しい思いをしており、似た境遇の頼子と仲良くなる。
8月15日の深夜に頼子と一緒に家出し相模湖まで行こうと計画していたが、中央線武蔵小金井駅のホームから線路に転落し終電車に轢かれてしまう。停車直前だったため即死はせず、頭部は無事だったが、大腿骨、上腕骨、鎖骨、肋骨の骨折、脊椎と骨盤の複雑骨折、肺の損傷、内臓破裂による腹部の内出血と云った瀕死の重傷を負う。三鷹の病院に緊急搬送され応急処置の手術を受けた後で美馬坂近代医学研究所で再手術を受け、話せないまでも意識は戻ったが、事故から16日後の8月31日に衆人環視の真っ只中で忽然と消えてしまう。
柚木陽子（ゆずき ようこ）
声 - 久川綾 / 演 - ［映］黒木瞳 ［舞］紫吹淳
加菜子の実の母親。周囲には「姉」と称している。
過去に芸能活動を行っており、当時の芸名は実母の名を採った「美波絹子（みなみ きぬこ）」。実年齢は31歳だが、芸能界では6歳若くサバ読んでいた。『続・娘同心/鉄面組血風録』と云う三流娯楽時代活劇で主演を飾ったのが契機となって一躍人気者となり、数本の娯楽作品に出演した後、映画化された夏目漱石の『三四郎』で里見美禰子役を射止めてスタアとなる。だが『三四郎』の封切り直後の昭和26年の夏、人気が絶頂を極めた時に突然引退。以降は小金井町に隠棲しており、17歳の時に出産した娘と雨宮と共に暮らしていた。
瀕死に陥った加菜子を美馬坂近代医学研究所に転院させるよう手配した。
美馬坂幸四郎（みまさか こうしろう）
声 - 田中正彦 / 演 - ［映］柄本明 ［舞］西岡德馬
登戸にある美馬坂近代医学研究所の所長。医科学者。陽子の父親。徳島出身。50代半ばという年齢の割りには髪に黒く艶があり、理性の塊の如き精悍な顔をしている。
戦前は帝国大学出身の免疫学の権威、天才外科医として名を馳せ、癌細胞の不死性に着目した研究を行っていた。また、遺伝子操作治療を提唱したこともあるが、先進的過ぎて学界には黙殺された。いつしか人体のパーツを人造物に取り替える機械人間の研究へ移行し、その結果学会の中央から疎まれて14、5年前に公の場から追放されたとされるが、その研究には甘粕正彦などからは評価されていたとされる。京極堂とも面識がある。
研究所に搬送された加菜子の手術を成功させ、その後の治療に当たる。
雨宮典匡（あめみや のりただ）
声 - 檜山修之 / 演 - ［映］右近健一 ［舞］田口涼
柚木母娘を世話している青年。眠たそうな眼の冴えない外見の茫洋とした人物。
元は柴田製糸の子会社である柴田機械で働く技術畑の社員だったが、実直で忠義心に厚かったことから、14年間陽子と加菜子の監察を行ってきた。事実上の解雇であったが、毎月報告書を提出するだけで自分の食い扶持は確保できたため、生まれたばかりの加菜子の世話や、入院した絹子の看病もまめにして、陽子が女優になってからは付き人のように仕事を手伝っていた。
肺に先天的な疾患があり、重労働ができないために徴兵検査で撥ねられて従軍せず、戦中も一家と共に信州に疎開している。
加菜子が消えた直後に消息不明になったため、加菜子の誘拐と須崎に対する殺人の容疑で全国に指名手配される。
楠本頼子（くすもと よりこ）
声 - 高橋美佳子 / 演 - ［映］谷村美月 ［舞］平川結月
加菜子と同じ私立鷹羽女学院中等部に通う14歳の少女。
器量は良いが不遇な家庭環境に育ち、内向的で世間知らずであり、級友は金持ちのお嬢様ばかりで、苦痛と劣等感を味わっていた。学校では陰気であまり目立たない印象で、その性格のため友達もできずにいたが、「自分たちは互いが互いの生まれ変わり」と言う加菜子と親しくするうちに憧れに似た感情を抱き、心酔していく。
母と二番目の夫の閨を盗み見たことがきっかけでかなり強度の阿闍世コンプレックスとなっており、日に日に老いて醜くなっていくと母親に強い嫌悪感を抱いて反発している。
加菜子と一緒に家出した時に事故を目撃する。直後は混乱してまともな証言が出来なかったが、事件から半月が経った8月31日、手袋を嵌めた黒い服が加菜子をホームから突き落としたと福本に証言する。そして木場も通っている美馬坂近代医学研究所へ加菜子の見舞いに向かい、加菜子が消失する瞬間に立ち会う。
増岡則之（ますおか のりゆき）
声 - 三木眞一郎 / 演 - ［映］大沢樹生 ［舞］津田幹土
柴田財閥の顧問弁護士の1人。仕事上、ある事について柚木家と交渉をしている。高飛車なもの言いをするため傲慢で嫌味な性格のように見えるが、陽子や加菜子のことを本気で心配しており、薄情な人間ではない。雨宮のことを馬鹿にしている。
耀弘の死の2日後に薔薇十字探偵社を訪れ、1箇月以内に行方不明加菜子を発見するよう榎木津礼二郎に依頼する。
柴田耀弘（しばた ようこう）
演 - Chen Mao Lin
柴田財閥の創業者。92歳。関東でも一二を争う財界の巨頭であり、裸一貫から一代で財を成した傑物。元々情けに厚い親分肌の性質の人物で、富を手中に収め警戒心や防衛心が異常に肥大してもなお、冷血な商人にはなり切れなかった。
家庭には恵まれず、配偶者のトキを震災で亡くし、嫡男の弘明は結核に罹り昭和4年に30歳で死去、孫の弘弥もサイパンで戦死している。7月に脳溢血を起こして倒れたことで気持ちが弱り、唯一の直系である加菜子に全財産を譲ると遺言状に記し、加菜子の行方不明中に死去したことで、相続問題が勃発する。
須崎太郎（すざき たろう）
声 - 成田剣 / 演 - ［映］矢柴俊博 ［舞］倉沢学
幸四郎の助手。目つきが悪く、頭が大きく手足の短い、子供を一回り大きくしたような体型のやけに小さい中年男。
美馬坂の研究を応用し、移植用臓器の遠隔地輸送を目的とした「部分を生かす研究」を行っていた。美馬坂の研究の最大の理解者で、後のことを託せるたったひとりの後継者として、着想や技術、知識、理解力を高く評価していた。一方で科学者としての資質を除いた人格面には問題がある。
加菜子消失の第一発見者だったが、機械の小箱を持って研究所の外に出てから約30分の間に、研究所裏の焼却炉の前で何者かに角のあるこん棒状の金属で後頭部を強打され、脳挫傷により死亡する。
甲田録介（こうだ ろくすけ）
声 - 鈴木琢磨
美馬坂近代医学研究所で働く技師。初老の男性。
機械を作る技術屋で、戦前から美馬坂の仕事を手伝っている。熱心な浄土宗の信者でもある。

### 御筥様関係者
信者は教主と共に霊力を秘めた筥を信仰し、穢れた金を教主に預ける。
寺田兵衛（てらだ ひょうえ）
声 - チョー / 演 - ［映］大森博史 ［舞］花王おさむ
三鷹の新興宗教「穢れ封じ御筥様」教主。痩せていると云う訳ではないが、骸骨に皮を張ったような、確乎りと骨格の判る容貌の45、6歳の男。お祓いにより落とした憑き物を箱の中に封じ込めることを生業としている。
元は腕の良い箱職人で、中等学校を出た後で隣町の町工場に就職し、旋盤や溶接の技術を習得。職人として腕が良いだけでなく大層勉強熱心で、旋盤や溶接の技術を応用した正確且つ精密な金属の箱造りを成功させたが、太平洋戦争で注文が激減した上に資材も調達出来なくなり、30歳半ばを過ぎていたのにも拘らず出征する。
｢箱造り」にとりつかれていた時期があったが、霊能力を持つ祖母が福来友吉（実在した超心理学者）から受け取った匣の中にあった「魍魎」と書かれた紙を見てから人が変わり、経営していた木工製作所を道場に改装している。
二階堂寿美（にかいどう すみ）
声 - 渡辺明乃 / 演 - 池津祥子
「穢れ封じ御筥様」事務員。寺田のアシスタントも務める派手な女性。
吉村義助（よしむら　ぎすけ）
声 - 中博史
御筥様の道場の隣家で、「五色湯」という風呂屋を営む男性。寺田とは幼馴染みだったが、御筥様を始めてからは口を利いていない。
楠本君枝（くすもと きみえ）
声 - 津田匠子 / 演 - ［舞］坂井香奈美
頼子の母で、雛人形の頭師。質素な服装で化粧を一切していなくとも十分に若く見える、明瞭した目鼻立ちの美人。過去に2度結婚しているが、現在は独身。
頼子の父であった最初の夫は金回りの良い板前だったが、異常なまでに子供を嫌って暴力を振るうようになったため離婚。戦争中は福島へ疎開して父の兄弟子の元で世話になるが、親切の代償に肉体を求められたのを拒めず、兄弟子の家族によって家を追い出される。不幸の源泉を〈定住する箱がない〉ことに求めて〈家〉に固執するようになり、東京に戻って香具師の直山利一と短期間だけ再婚して、離婚する際に博打の抵当で得たと云う土地家屋を我がものとした。
男運が悪く、客観的に見てもかなり不幸な生涯を送っており、困窮した暮らしと頼子の反抗期に悩まされ、笹川の紹介で御筥様の信者となり、毎週金曜日の夜は家を空けるようになる。頼子からは「生まれながらにして死すべきである」と思われるほど忌み嫌われており、本人も心労と頼子のことで生気を失っている。
笹川（ささがわ）
声 - 小山力也
木目込み人形師。吉祥寺で主婦を集めて内職の指導をしている。
楠本家に何かと出入りしては頼子と君枝の面倒を見ているが、頼子からは激しく嫌われている。君枝の様子を見かねて御筥様を紹介した。
清野（きよの）
声 - 諸角憲一
信者の身内。その身内に信仰をやめさせるために、御筥様の信者の名簿を盗み出し自分が調べた事実を書き加えて「實禄犯罪」の鳥口に渡した。

### 警察関係者
青木文蔵（あおき ぶんぞう）
声 - 諏訪部順一 / 演 - ［映］堀部圭亮 ［舞］船木政秀
前作『姑獲鳥の夏』より登場。東京警視庁の刑事で、木場の部下。少し頭が大きく小芥子のようだといわれる。特攻隊くずれで、優男だが度胸のある男。謹慎中の木場にバラバラ事件の情報を提供する。
里村紘市（さとむら こういち）
声 - 青山穣 / 演 - ［舞］中原敏宏
前作『姑獲鳥の夏』（演 - 阿部能丸）より登場。解剖・監察医。普段は九段下で開業医を営んでいるが、死体と聞けば喜んですっ飛んでいく。性格は温厚で優しいが死体の解剖が飯より大好きの変わった医者。「日本一腕のいい監察医」を自称し、事実確かな実力をもっている。
石井寛爾（いしい かんじ）
声 - 宇垣秀成
神奈川県警の警部。眼鏡をかけた細身の男性。指揮官としての能力は低い。柚木加菜子誘拐事件を担当するが、管轄外である木場が勝手な行動をするので、何かと木場に突っ掛かる。加菜子が失踪した後は、責任を問われて降格させられた。
福本（ふくもと）
声 - うえだゆうじ / 演 - ［舞］小林賢祐
武蔵小金井駅前派出所に勤務する巡査。鈍感そうで間の抜けた犬のような顔をしており、子供染みて頼り甲斐がない印象。大人しく気が小さいが、警察としてのしっかりした芯を持った人物。警官になって1年と少しの新人。
美波絹子のファンだが、場の空気に反してミーハーな言動をとってしまう。頼子の相談相手となり、誘拐事件の捜査に参加する。
事件後、警察を辞めて歯ブラシの販売員になる。
原作では下の名前は不明であったが、2019年の舞台化に際し、「郁雄」（いくお）という名前が原作者によって設定された。
木下圀治（きのした くにはる）
声 - 石川和之
前作『姑獲鳥の夏』より登場。東京警視庁の刑事で、木場の部下。青木の同僚。
大島（おおしま）
東京警視庁の警部で、木場の上司。

### 出版関係者
久保竣公（くぼ しゅんこう）
声 - 古谷徹 / 演 - ［映］宮藤官九郎（少年期：下山葵） ［舞］吉川純広
稀譚舎が出版している『近代文藝』誌に寄稿している新進幻想小説家。くっきりした細い眉と涼しげな目元の20歳前後の美男子。指が何本か欠損しており、常に手袋をはめている。
昭和26年末に処女作の「蒐集者の庭」を発表し、文化藝術社主催の本朝幻想文学新人賞を受賞。現在、箱を愛する男が主人公の「匣の中の娘」を執筆中。
自宅は国分寺にあり、ガレージを改造した箱のような家に暮らす。幼少期を福岡の佐井川上流にある求菩提山で過ごし、青年期は伊勢神宮の外宮の傍で暮らしたため、修験道と伊勢神道に深い造詣を持つ。
関口がカストリ雑誌に寄稿していることに気付いており、彼を格下視して挑発する。その後、小金井の喫茶店「新世界」で関口と再会した際、榎木津が持っていた加菜子の写真に不自然な程に強い関心を抱く。
小泉珠代（こいずみ たまよ）
声 - 長沢美樹
稀譚舎の社員で関口の担当編集者。
山嵜孝鷹（やまさき たかお）
演 - 小松和重
稀譚舎の社員で『近代文藝』の編集長。関口に彼の作品の単行本化の話を持ちかけた際、編集室を訪ねてきた久保を紹介した。
寺内（てらうち）
声 - 小柳基
稀譚舎の社員で、書籍部に所属する。

### バラバラ殺人事件の被害者
浅野晴子（あさの はるこ）
2番目の被害者とされる。飯能の小学校教諭の娘。品行方正な性格。
小沢とし江（おざわ としえ）
3番目の被害者とされる。千住の会社員の娘。
柿崎芳美（かきざき よしみ）
声 - 木村はるか
4番目の被害者とされる。15歳。川崎の写真館の娘だが、不良少女で誘った男の隙を突いて懐中物を奪って逃げることを頻繁に行っており、置き引き、ひったくり、美人局、窃盗の常習犯でもあった（アニメ版では「アプレを気取って売春街に出入りしていた」という旨が説明されている）。娼婦に混じって売春をしていた所を赤線取締に引っ掛かり補導された過去があったため、警察に指紋が残っており、身元が早い段階で判明した。

### その他の登場人物
川島新造（かわしま しんぞう）
声 - 相沢正輝
木場修太郎や榎木津礼二郎の戦前からの友人で、飲み仲間。戦時中は甘粕正彦の腹心として働き、現在は池袋の「騎兵隊映画社」で映画製作をしている。映画製作に携わっているので、美波絹子について良く知っている。いつも復員服を着て黒眼鏡をかけている。
伊佐間 一成（いさま かずなり）
声 - 浜田賢二
中禅寺らの友人。釣り堀屋の店主で、「いさま屋」とあだ名される。釣りを趣味としており、全国を旅していることがある。
物語終盤に登場し、ある人物の末路を見届けた。次作『狂骨の夢』の主要人物。
安和寅吉（やすかず とらきち）
声 - 坂本千夏 / 演 - 荒川良々
前作『姑獲鳥の夏』より登場。通称「和寅」。薔薇十字探偵社に住み込みで勤める、榎木津の秘書。
中禅寺千鶴子（ちゅうぜんじ ちづこ）
声 - 皆口裕子 / 演 - 清水美砂
前作『姑獲鳥の夏』より登場。京極堂の妻。
関口雪絵（せきぐち ゆきえ）
声 - 本田貴子 / 演 - 篠原涼子
前作『姑獲鳥の夏』より登場。関口巽の妻。

## 用語
武蔵野連続バラバラ事件（むさしのれんぞくばらばらじけん）
武蔵野で立て続けに起こった4件のバラバラ殺人。遺体のうち首と手足は匣に入れられた状態で見つかった。5月に起きたばかりの荒川バラバラ殺人より凄惨であったため、世間の注目を集める。
8月29日から30日に大垂水峠と相模湖で手足が発見されたのを皮切りに、9月6日から連日、関東各地で少女の肉体の一部が発見される。また、胴体部分が発見されたのは1人目のみ（脊椎の一部）で、残りの者は四肢しか見つかっていない。少なくとも各被害者の手足の1本には生活反応があったことから、里村は「殺して切った」のではなく「切るために殺した」という見解を示す。
『匣の中の娘』（はこのなかのむすめ）
久保竣公が手掛ける新作。「匣に入れられた娘」の美しさに取りつかれた男を主人公とした幻想怪奇小説。
小泉は一読して嫌悪感に襲われたために評価に悩み、ゲラ刷りを受け取った関口も悪寒を覚えて鬱を刺激されることになる。が、中禅寺は不自然で不安定な印象を持たせるのは、小説に主格が存在しないからだと評した。
穢封じ御筥様（けがれふうじおんばこさま）
寺田兵衛が教祖を務める三鷹の新興宗教。魍魎の類を筥の中に封じることで、穢が浄化されるという理念を持つ。
建前上は筥が本体で、所謂霊能者である教主は筥を信心しているというスタイルになっており、信者には筥を信心するよう説かないため厳密には宗教ではない。教義は欲や嘘といった心の囲いに魍魎が湧いて出て悪循環の元になるという旨の道徳に近いもので、生活態度の改善と穢れた財産の喜捨を指導し、その際に〈秘密の解明〉をすることで相手を信じさせる。加持祈祷は無償だが、喜捨の指導の時に全部ではなく敢えて出せるだけ出すように云うことで、精神的な負い目につけ込んで際限なく金をぶん取っていく。
美馬坂近代醫學研究所（みまさかきんだいいがくけんきゅうじょ）
美馬坂幸四郎が院長を務める登戸の研究医院。所長の美馬坂を含めて所員は3人しかいない。外観は4階建てのビルディング程は優にあろうと云う巨大な立方体。病院というより何かの軍事施設に近く、その様相はまるで「匣」である。窓は正面入り口の上にある1列の嵌め殺しのスリットだけで、側面には窓も勝手口も一切なく、換気扇らしきものが幾つか等間隔で口を開けているだけ。扉は頑健で重い特別注文の鋼鉄製で、分厚い硝子にも鉄線が縦横無尽に巡らされ、戦車の装甲のように頑丈。真裏には特大の焼却炉がある。
国道16号沿いにあるが、森の中に孤立して建っているので存在自体があまり知られていない。数箇月おきに実験用の動物が搬入されるらしく、時折人も運び込まれるが、地元では入った怪我人は二度と戻らないと噂される。

## 書誌情報
- 新書判：1995年1月、講談社ノベルス、ISBN 4-06-181812-0
- 文庫判：1999年9月、講談社文庫、ISBN 4-06-264667-6
- 四六判（愛蔵版）：2004年1月、講談社、ISBN 4-06-212254-5
- 分冊文庫判：2005年6月、講談社文庫、[上] ISBN 4-06-275111-9、[中] ISBN 4-06-275112-7、[下] ISBN 4-06-275113-5
- 日本推理作家協会賞受賞作全集判：2010年6月、双葉文庫、 [上] ISBN 978-4-575-65881-1、[下] ISBN 978-4-575-65882-8

## 映画
前作『姑獲鳥の夏』の日本ヘラルド映画に代わり、ショウゲートの配給により2007年12月22日公開された。監督・脚本は原田眞人が務め、多くのスタッフが前作から変更となっている。主要キャストはほぼ前作を踏襲しているが、関口巽役は前作で演じた永瀬正敏が腎尿路結石のため降板し、椎名桔平が登板した。
2005年に撮影が開始され、2007年5月に完成した。内容は小説版の主要エピソードを組込みながらも、大胆な改変が行われている。昭和27年の東京を再現するため、中国上海でロケが行われた。ノベルス版に写真が掲載されていた美馬坂医学研究所の箱のような建物もセットで再現している。
2008年、谷村美月が本作と『檸檬のころ』、『茶々 天涯の貴妃』において第3回おおさかシネマフェスティバル助演女優賞を受賞した。同年6月25日、DVD発売。

### キャスト
- 中禅寺秋彦（京極堂） - 堤真一
- 榎木津礼二郎 - 阿部寛
- 関口巽 - 椎名桔平
- 木場修太郎 - 宮迫博之（当時雨上がり決死隊）
- 中禅寺敦子 - 田中麗奈
- 柚木陽子 - 黒木瞳
- 鳥口守彦 - マギー
- 青木文蔵 - 堀部圭亮
- 安和寅吉（和寅） - 荒川良々
- 柚木加菜子 - 寺島咲
- 楠本頼子 - 谷村美月
- 寺田兵衛 - 大森博史
- 増岡則之 - 大沢樹生
- 雨宮典匡 - 右近健一
- 二階堂寿美 - 池津祥子
- 妹尾友典 - 田村泰二郎
- 山嵜孝鷹 - 小松和重
- 須崎 - 矢柴俊博
- 根路銘半次郎 - 原田遊人
- 神子上マチ子 - 秋本つばさ
- 今出川所長 - 笹野高史
- 中禅寺千鶴子 - 清水美砂
- 関口雪絵 - 篠原涼子
- 久保竣公 - 宮藤官九郎
- 美馬坂幸四郎 - 柄本明

### スタッフ
- 監督・脚本 - 原田眞人
- 原作 - 京極夏彦『魍魎の匣』（講談社刊）
- 製作 - 石畑俊三郎、気賀純夫、春名慶、水野文英、浅沼誠
- 企画 - 遠谷信幸
- プロデューサー - 小椋悟、柴田一成、井上潔
- プロデューサー補 - 木村和弘
- 脚本協力 - 猪爪慎一
- 撮影 - 柳島克己
- Bカメ撮影 - 鈴木慎二
- 照明 - 高屋斎
- 美術 - 池谷仙克
- 音楽 - 村松崇継
- 助監督 - 谷口正行
- 装飾 - 大坂和美
- 録音 - 矢野正人
- VFXスーパーバイザー - 古河信明
- 編集 - 須永弘志
- 効果 - 柴崎憲治
- 衣装デザイン - 宮本まさ江
- ヘアメイク - 小沼みどり
- 殺陣 - 中瀬博文
- 世話人 - 明石散人
- 製作プロダクション - フューチャー・プラネット、小椋事務所
- 製作 - 「魍魎の匣」製作委員会（エムシーエフ・プランニング2、ジェネオンエンタテインメント、ショウゲート、朝日放送、バンダイネットワークス、小椋事務所）
- 配給 - ショウゲート

### 主題歌
東京事変「金魚の箱」（EMIミュージック・ジャパン、2007年9月26日発売のアルバム『娯楽（バラエティ）』収録）
作詞・作曲：伊澤一葉、編曲：東京事変
なお、京極作品の表紙を手がけたイラストレーター・ブックデザイナーの辰巳四郎は東京事変のボーカル・椎名林檎の叔父である。

### サウンドトラック
オリジナル・サウンドトラック「魍魎の匣」
村松崇継、ジェネオンエンタテインメント、2007年12月7日発売。

## 漫画
志水アキにより漫画化。「コミック怪」で連載されていた。角川書店刊。

### 書誌情報
1. 2007年12月17日発行 ISBN 978-4-04-854156-5
2. 2008年8月18日発行 ISBN 978-4-04-854218-0
3. 2009年7月17日発行 ISBN 978-4-04-854340-8
4. 2010年1月23日発行 ISBN 978-4-04-854425-2
5. 2010年7月24日発行 ISBN 978-4-04-854505-1

## テレビアニメ
2008年10月7日から12月30日まで日本テレビ系にて放送された。
- 榎木津の従僕・和寅が少年になっているなど、多少の設定の変更がある。
- 第1、2、4、7、8、9話冒頭に久保竣公の小説「匣の中の娘」（遺作とされる）が朗読され、そのシーンが再現された。作中で関口が同作品を読んだ印象をもとにしており、主人公に擬えられているのは久保ではなく関口であり、作中の謎の男が久保、「匣の中の娘」は中禅寺敦子[注釈 1]となっている。第9話では主人公が関口から久保に入れ替わり、同作品が久保の「私小説」である暗示がされた。
  - なお第3話冒頭は病床の柚木加菜子の独白、第5話、第12話冒頭では関口の代表作「目眩」（最後に登場する「黒衣の男」を京極夏彦が演じている）、第6話冒頭は幽霊の目撃談に関する中禅寺敦子の「取材メモ」、第10話は久保の受賞作「蒐集者の庭」、第11話では柚木陽子の母に宛てた手紙形式の独白が演出されている。
- また、第5話では原作で言及された千里眼事件の御船千鶴子、長尾郁子のエピソード、第11話では『邪魅の雫』で取り上げられた帝銀事件と関連性が疑われた731部隊、登戸研究所の解説がそれぞれ関口のモノローグとして語られ、特別編では敦子が荒川放水路バラバラ殺人事件を取材し、犯人の動機について兄の京極堂に意見を聞いており、最終話と特別編では1953年（昭和28年）2月のテレビ放送開始が盛り込まれている。

### 声の出演
- 京極堂（中禅寺秋彦） - 平田広明[1]
- 榎木津礼二郎 - 森川智之[1]
- 関口巽 - 木内秀信[1]
- 和寅 - 坂本千夏
- 中禅寺敦子 - 桑島法子 [1]
- 中禅寺千鶴子 - 皆口裕子
- 関口雪絵 - 本田貴子[1]
- 黒衣の男 - 京極夏彦

### スタッフ（アニメ）
- 監督 - 中村亮介[1]
- シリーズ構成 - 村井さだゆき[1]
- キャラクター原案 - CLAMP[1]
- キャラクターデザイン - 西田亜沙子[1]
- プロップデザイン - 木村雅広
- 色彩設定 - 大野春恵
- 美術監督 - 金子英俊
- 撮影監督 - 五十嵐慎一
- CGディレクター - 菅友彦
- 編集 - 寺内聡
- 音楽 - 村井秀清
- 音響監督 - 本田保則
- プロデューサー - 中谷敏夫、田村学
- アニメーションプロデューサー - 高橋亮平
- アニメーション制作 - マッドハウス[1]
- 製作著作 - 「魍魎の匣」製作委員会（日本テレビ、D.N.ドリームパートナーズ、バップ、マッドハウス）

### 主題歌（アニメ）
オープニングテーマ「Lost in Blue」（VAP）
作詞・作曲 - RUKA / 歌 - ナイトメア
エンディングテーマ「NAKED LOVE」（VAP）
作詞 - YOMI / 作曲 - 咲人 / 歌 - ナイトメア

### 各話リスト
| 話数     | サブタイトル             | 脚本         | 絵コンテ            | 演出                    | 作画監督                                            | 総作画監督            |
| -------- | ------------------------ | ------------ | ------------------- | ----------------------- | --------------------------------------------------- | --------------------- |
| 第一話   | 天人五衰の事             | 村井さだゆき | 中村亮介            | 中村亮介                | 西澤千恵（レイアウト・原画） 濱田邦彦（レイアウト） | 西田亜沙子            |
| 第二話   | 狸惑わしの事             | 村井さだゆき | 鶴岡耕次郎 中村亮介 | 鶴田寛                  | 南伸一郎                                            | 細居美恵子 兼森義則   |
| 第三話   | 羽化登仙の事             | 村井さだゆき | 高橋亨              | 高橋亨                  | 神谷智大                                            | 濱田邦彦              |
| 第四話   | 火車の事                 | 村井さだゆき | 浜崎博嗣            | 又野弘道                | 小山知洋                                            | 西田亜沙子            |
| 第五話   | 千里眼の事               | 藤岡美暢     | 小島正幸            | migmi                   | 北尾勝                                              | 西田亜沙子            |
| 第六話   | 筥の事                   | 村井さだゆき | 浅香守生            | 鶴岡耕次郎              | 細居美恵子                                          | 西田亜沙子            |
| 第七話   | もうりょうの事           | 藤岡美暢     | 浜崎博嗣            | 又野弘道                | 小山知洋                                            | 細居美恵子            |
| 第八話   | 言霊の事                 | 村井さだゆき | 小島正幸            | 加瀬充子                | 斎藤和也、窪敏                                      | 西田亜沙子 細居美恵子 |
| 第九話   | 娘人形の事               | 藤岡美暢     | 小島正幸            | 中川聡                  | 濱田邦彦                                            | 西田亜沙子            |
| 第十話   | 鬼の事                   | 村井さだゆき | 林秀夫              | 林秀夫                  | 李炫姃、青木美穂                                    | 細居美恵子 西田亜沙子 |
| 第十一話 | 魔窟の事                 | 藤岡美暢     | 浅香守生            | 又野弘道                | 小山知洋                                            | 西田亜沙子            |
| 第十二話 | 脳髄の事                 | 村井さだゆき | 鶴岡耕次郎          | 鶴岡耕次郎              | 西澤千恵                                            | 細居美恵子            |
| 第十三話 | 魍魎の匣、あるいは人の事 | 村井さだゆき | 中村亮介            | いしづかあつこ 中村亮介 | 北尾勝、濱田邦彦 西田亜沙子                         | 西田亜沙子            |

### 特別編
魍魎の匣「中禅寺敦子の事件簿 箱の幽霊の事」
2009年5月22日発売のBD-BOX収録の映像特典。約16分。中禅寺敦子を主人公に彼女の視点から武蔵野バラバラ事件を考察する。

### 放送局
| 放送地域   | 放送局       | 放送期間                 | 放送日時           | 放送系列       | 備考                |
| ---------- | ------------ | ------------------------ | ------------------ | -------------- | ------------------- |
| 関東広域圏 | 日本テレビ   | 2008年10月7日 - 12月30日 | 火曜 25:29 - 25:59 | 日本テレビ系列 | 制作局              |
| 東京都     | TOKYO MX     | 2009年1月8日 - 3月26日   | 木曜 23:00 - 23:30 | 独立UHF局      | 初週のみ2話連続放送 |
| 長野県     | テレビ信州   | 2009年1月31日 - 4月25日  | 土曜 25:20 - 25:50 | 日本テレビ系列 |                     |
| 全国放送   | 日テレプラス | 2009年2月6日 - 5月1日    | 金曜 23:30 - 24:00 | CSチャンネル   | リピート放送あり    |
| 全国放送   | AT-X         | 2012年1月6日 - 3月30日   | 金曜 8:00 - 8:30   | CSチャンネル   | リピート放送あり    |

| 日本テレビ（日テレ） 火曜25:29枠 | 日本テレビ（日テレ） 火曜25:29枠 | 日本テレビ（日テレ） 火曜25:29枠 |
| 前番組                           | 番組名                           | 次番組                           |
| -------------------------------- | -------------------------------- | -------------------------------- |
| 秘密 〜The Revelation〜          | 魍魎の匣                         | はじめの一歩 New Challenger      |
| TOKYO MX 木曜23:00 - 23:30枠     |                                  |                                  |
| スケアクロウマン                 | 魍魎の匣                         | 内村さまぁ〜ず ※ここからE!TV枠   |

## 舞台
2019年6月21日から30日まで東京・天王洲 銀河劇場、7月4日から7日まで兵庫・AiiA 2.5 Theater Kobeで行われた。主演は橘ケンチ（EXILE、EXILE THE SECOND）。

### キャスト（舞台）
- 京極堂（中禅寺秋彦） - 橘ケンチ
- 木場修太郎 - 内田朝陽
- 関口巽 - 高橋良輔
- 榎木津礼二郎 - 北園涼
- 鳥口守彦 - 高橋健介
- 柚木陽子 - 紫吹淳
- 美馬坂幸四郎 - 西岡德馬
- 楠本君枝 - 坂井香奈美
- 久保竣公 - 吉川純広
- 楠本頼子 - 平川結月
- 柚木加菜子 - 井上音生
- 中禅寺敦子 - 加藤里保菜
- 雨宮典匡 - 田口涼
- 須崎太郎 - 倉沢学
- 増岡則之 - 津田幹土
- 青木文蔵 - 船木政秀
- 福本 - 小林賢祐
- 里村紘市 - 中原敏宏
- 寺田サト - 新原ミナミ
- 寺田兵衛 - 花王おさむ

### スタッフ（舞台）
- 原作 - 京極夏彦『魍魎の匣』（講談社文庫）
- 脚本 - 畑雅文
- 演出 - 松崎史也

## ミュージカル
2021年11月10日- 15日、劇団「イッツフォーリーズ」によってオルタナティブシアターで講演。

### キャスト（ミュージカル）
- 中禅寺秋彦 - 小西遼生
- 木場修太郎 - 吉田雄
- 榎木津礼二郎 - 北村諒
- 関口巽 - 神澤直也
- 鳥口里美  - 大川永
- 久保竣公 - 加藤将
- 楠本頼子 - 熊谷彩春
- 青木文蔵 - 池岡亮介
- 柚木加菜子 - 德岡明
- 柚木陽子 - 万里紗
- 福本郁雄 - 横田剛基
- 中禅寺敦子 - 宮田佳奈
- 楠本君枝 - 米谷美穂、金村瞳
- 増岡靖子 - 神野紗瑛子
- 須崎太郎 - 堀内俊哉
- 雨宮典匡 - 浅川仁志
- 寺田兵衛 - 森隆二
- 美馬坂幸四郎 - 駒田一
- コロス - 明羽美姫、鈴木彩子、東城由依、矢野叶梨、近藤萌音、日野七乃葉

### スタッフ（ミュージカル）
- 原作 - 京極夏彦「魍魎の匣」（講談社文庫）
- 上演台本・作詞・演出 - 板垣恭一
- 作曲・音楽監督 - 小澤時史
- 主催・企画・制作 - 株式会社オールスタッフ、ミュージカルカンパニー イッツフォーリーズ